# Bembidion femoratum
Bembidion femoratum (лат.) — вид жужелиц из подсемейства Trechinae. Голарктика.

## Описание
Жуки мелких размеров, длина которых 4,3—5,0 мм. 2-й и 3-й членики усиков затемнены, предпоследние максиллярные и лабиальные щупики тёмные, красновато-чёрные, по латеральному краю единичные светлые пятна на надкрыльях; последний максиллярный членик рудиментарный, значительно короче третьего членика. Голова без грубой пунктировки медиально у заднего края глаза. Переднеспинка без микроскульптуры, с хорошо развитым латеро-базальным килем; задний край переднеспинки прямой, без выемки у заднего угла. Надкрылья с передней дисковидной щетинковидной точкой, касающейся 3-й бороздки; бороздка 7 надкрылий в тонкой пунктировке, эти пунктуры заметно мельче, чем вдоль борозды 6; метастернальный отросток полностью окаймлен. Этот вид является синантропным и обычно встречается на заброшенных полях. Имаго в основном ведут ночной образ жизни, но иногда проявляют активность при солнечном свете. Может летать и считается умеренным бегуном. Исходный ареал включает Палеарктику (Европа, Азия). В последние годы отмечается в Северной Америке (Канада, США).